# Weißer Kogel
De Weißer Kogel is een 3407 meter hoge berg in de Weißkam in de Ötztaler Alpen in het Oostenrijkse Tirol.
De berg ligt aan de zuidoostelijke rand van de Mittelbergferner. In tegenstelling tot wat de naam doet vermoeden, is de piramidevormige bergtop minder met sneeuw en ijs bedekt dan sommige omringende bergtoppen. Een klim naar de top kan onder andere worden ondernomen vanaf de Braunschweiger Hütte op 2758 meter hoogte. Vanaf hier loopt een route over de 3218 meter hoge Taufkarjoch in ongeveer vier uur naar de top. De noordkam van de berg kent een UIAA-moeilijkheidsgraad III.
De Weißer Kogel in de Weißkam is niet de enige berg in de Ötztaler Alpen met die naam. In de Kaunergrat ligt namelijk ook een Weißer Kogel, maar die meet maar 2682 meter in hoogte. In de Stubaier Alpen, een naburig bergmassief van de Ötztaler Alpen, ligt overigens ook nog de 3217 meter hoge Längentaler Weißer Kogel. De tevens in dit bergmassief gelegen Winnebacher Weißkogel (3182 meter) wordt soms ook wel Winnebacher Weißer Kogel genoemd.